# Brighton Labeau
Brighton Labeau (Aubervilliers, Francia, 1 de enero de 1996) es un futbolista de Francia que juega en la posición de delantero con el EA Guingamp de la Ligue 2.

## Carrera

### Club
| Periodo   | Club                       |
| --------- | -------------------------- |
| 2014-2017 | AS Monaco B                |
| 2017-2018 | Amiens SC                  |
| 2018      | → US Créteil (cedido)      |
| 2018      | → FC Villefranche (cedido) |
| 2019-2020 | FC Rapid București         |
| 2020-2021 | Union Saint-Gilloise       |
| 2021-2022 | FC Stade Lausanne Ouchy    |
| 2022–2024 | FC Lausanne-Sport          |
| 2024-     | EA Guingamp                |

### Selección nacional
Debutó con Martinica el 26 de marzo de 2022 en la victoria por 4–3 en un partido amistoso ante Guadalupe. Fue convocado para jugar en la Copa de Oro de la Concacaf 2023 donde anotó un gol en la derrota por 4-6 ante Costa Rica en Harrison, New Jersey.

## Logros

### Club
- Segunda División de Bélgica (1): 2021

### Individual
- Goleador de la Challenge League en 2023 (19 goles).